# Izumisano
Izumisano (泉佐野市 -shi) é uma cidade japonesa localizada na província de Osaka.
Em 2003 a cidade tinha uma população estimada em 98 637 habitantes e uma densidade populacional de 1 813,85 h/km². Tem uma área total de 54,38 km².
Recebeu o estatuto de cidade a 1 de Abril de 1948.